# Santo Antônio da Patrulha
Santo Antônio da Patrulha är en kommun i Brasilien.   Den ligger i delstaten Rio Grande do Sul, i den södra delen av landet, 1 600 km söder om huvudstaden Brasília. Antalet invånare är 39 679.
I omgivningarna runt Santo Antônio da Patrulha växer huvudsakligen savannskog. Runt Santo Antônio da Patrulha är det ganska tätbefolkat, med 75 invånare per kvadratkilometer.